# Голубоглазая панака
Голубоглазая панака (лат. Panaque suttonorum) — вид лучепёрых рыб из семейства кольчужных сомов, обитающий в Южной Америке. В среде аквариумистов известен как «панак голубоглазый».

## Описание
Общая длина достигает 28 см (в аквариуме — 19 см). Внешне похож на Panaque cochliodon. Голова довольно крупная, массивная. Глаза большие, выпуклые с радужной оболочкой. Рот представляет собой мощную присоску, расположенный в нижней части головы. Есть 2 пары ветвистых усов. Туловище широкое, уплощённое, удлинённое в хвостовой части. Самки глаже. Спинной, грудные и хвостовой плавники большие и широкие, хорошо развитые. Спинной и грудные плавники наделены шипами. Края грудных плавников бахромистые. Брюшные плавники немного уступают грудным по размеру. Жировой и анальный плавники маленькие.
Окраска серая. Глаза яркие, голубого цвета. Усы и края грудных плавников имеют бежево-кремовый цвет.

## Образ жизни
Это бентопелагическая рыба. Предпочитает жить в чистой и прохладной воде. Встречается в реках с быстрым течением. Довольно агрессивная к рыбам меньших размеров. Днём прячется среди коряг. Активна в сумерках и ночью. Питается исключительно водорослями.

## Распространение
Является эндемиком Венесуэлы. Обитает в реках, впадающих с запада и востока в озеро Маракайбо.